# 仲村亀二
仲村 亀二（なかむら かめに、1894年（明治27年）10月3日 - 2004年（平成16年）5月20日）は、男性長寿日本一だった沖縄県島尻郡知念村（現南城市）の男性。

## 人物
2003年9月、中願寺雄吉の死去にともない、108歳360日で存命男性のうち日本最高齢となる。サトウキビ農家を営み、マグロの刺し身、 豚肉料理、日本酒を好物とした。孫と話すためよわい90にして標準語を学ぶなど、チャレンジ精神が旺盛だったという。2003年11月には、長寿を祝して稲嶺惠一沖縄県知事から記念品が贈られた。
2004年5月20日、老衰のため沖縄県佐敷町の病院で死去。109歳と230日。